# Марковский сельский совет (Кобелякский район)
Марковский сельский совет (укр. Марківська сільська рада) — входит в состав
Кобелякского района
Полтавской области
Украины.
Административный центр сельского совета находится в 
с. Марковка.

## Населённые пункты совета
- с. Марковка
- с. Свечкарево
- с. Трояны